# Facundo Pellistri
Facundo Pellistri Rebollo (Montevideo, 20 dicembre 2001) è un calciatore uruguaiano, attaccante del Panathīnaïkos e della nazionale uruguaiana.

## Carriera

### Club

#### Gli inizi, Peñarol
Dopo avere mosso i primi passi nei settori giovanili del La Picada e del River Plate (M) nel 2012 viene ceduto al Peñarol con cui debutta tra i professionisti l'11 agosto 2019, nel pareggio per 2–2 contro il Defensor Sporting. Ha segnato il suo primo gol il 6 novembre 2019, nella vittoria per 3-1 contro il Cerro. Per le sue prestazioni nella sua stagione d'esordio nella Primera División Profesional de Uruguay, nel dicembre 2019 è stato nominato nell'Equipo Ideal del Campeonato Uruguayo (Squadra Ideale del Campionato uruguaiano).

#### Manchester United e vari prestiti
Il 5 ottobre 2020 viene ceduto a titolo definitivo al Manchester Utd. Dopo un inizio di stagione in cui non riesce a collezionare presenze in prima squadra, il 31 gennaio 2021 si trasferisce in prestito all'Alavés. A fine stagione il prestito viene rinnovato per un altro anno. Chiude la sua esperienza spagnola con 35 presenze complessive.
Tornato a Manchester, ha fatto il suo debutto il 10 gennaio 2023, subentrando a partita in corso nella vittoria per 3-0 della Coppa di Lega sul Charlton; l'8 febbraio 2023 debutta anche in Premier League nel pareggio per 2–2 contro il Leeds Utd. Con i Red Devils raccoglie complessivamente 20 presenze.
Il 31 gennaio 2024 viene ceduto in prestito fino al termine della stagione al Granada. Al termine della stagione fa ritorno al Manchester United con cui scende in campo nella partita di Community Shield, persa contro il Manchester City, prima di concludere definitivamente la propria esperienza inglese.

#### Panathīnaïkos
Il 21 agosto 2024 viene acquistato a titolo definitivo dal Panathīnaïkos, con cui sottoscrive un accordo quadriennale valido fino al 30 giugno 2028.

### Nazionale

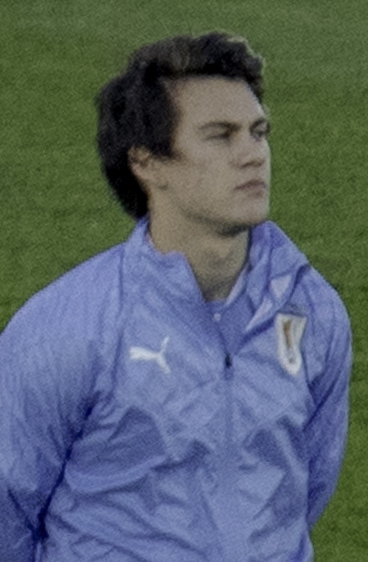
Pellistri in maglia dell'Uruguay nel 2022.

Il 27 gennaio 2022 esordisce in nazionale nel successo per 0-1 contro il Paraguay.
Pellistri è un ex calciatore internazionale uruguaiano, avendo disputato due partite a livello Under-16 nel 2017. È stato convocato per la prima volta nella squadra senior il 7 gennaio 2022, per le partite di qualificazione ai Mondiali del 2022 contro Paraguay e Venezuela. Ha fatto il suo esordio internazionale il 27 gennaio, nella vittoria per 1-0 in trasferta contro il Paraguay.
Pellistri è stato incluso nella squadra dell'Campionato mondiale di calcio 2022 dell'Uruguay. Ha iniziato e giocato per 88 minuti nella prima partita dell'Uruguay nel torneo, contro la Corea del Sud, prima di essere sostituito da Guillermo Varela.
Il 5 giugno 2024 realizza il suo primo gol per la selezione uruguaiana nell'amichevole vinta 4-0 contro il Messico.

## Statistiche

### Presenze e reti nei club
Statistiche aggiornate all'8 maggio 2025.
| Stagione                 | Squadra                  | Campionato               | Campionato | Campionato | Coppe nazionali | Coppe nazionali | Coppe nazionali | Coppe continentali | Coppe continentali | Coppe continentali | Altre coppe | Altre coppe | Altre coppe | Totale | Totale |
| Stagione                 | Squadra                  | Comp                     | Pres       | Reti       | Comp            | Pres            | Reti            | Comp               | Pres               | Reti               | Comp        | Pres        | Reti        | Pres   | Reti   |
| ------------------------ | ------------------------ | ------------------------ | ---------- | ---------- | --------------- | --------------- | --------------- | ------------------ | ------------------ | ------------------ | ----------- | ----------- | ----------- | ------ | ------ |
| 2019                     | Peñarol                  | PD                       | 20         | 1          | -               | -               | -               | CL+CS              | 0                  | 0                  | -           | -           | -           | 20     | 1      |
| gen.-ott. 2020           | Peñarol                  | PD                       | 12         | 0          | -               | -               | -               | CL                 | 5                  | 1                  | -           | -           | -           | 17     | 1      |
| Totale Peñarol           | Totale Peñarol           | Totale Peñarol           | 32         | 1          |                 | -               | -               |                    | 5                  | 1                  |             | -           | -           | 37     | 2      |
| 2020-gen. 2021           | Manchester Utd           | PL                       | 0          | 0          | FACup+CdL       | 0+0             | 0+0             | UCL+UEL            | 0                  | 0                  | -           | -           | -           | 0      | 0      |
| gen.-giu. 2021           | Alavés                   | PD                       | 12         | 0          | CR              | -               | -               | -                  | -                  | -                  | -           | -           | -           | 12     | 0      |
| 2021-2022                | Alavés                   | PD                       | 21         | 0          | CR              | 2               | 0               | -                  | -                  | -                  | -           | -           | -           | 23     | 0      |
| Totale Alavés            | Totale Alavés            | Totale Alavés            | 33         | 0          |                 | 2               | 0               |                    | -                  | -                  |             | -           | -           | 35     | 0      |
| 2022-2023                | Manchester Utd           | PL                       | 4          | 0          | FACup+CdL       | 1+2             | 0+0             | UEL                | 3                  | 0                  | -           | -           | -           | 10     | 0      |
| 2023-gen. 2024           | Manchester Utd           | PL                       | 9          | 0          | FACup+CdL       | 1+1             | 0+0             | UCL                | 3                  | 0                  | -           | -           | -           | 14     | 0      |
| gen.-giu. 2024           | Granada                  | PD                       | 15         | 2          | CR              | -               | -               | -                  | -                  | -                  | -           | -           | -           | 15     | 2      |
| lug.-ago. 2024           | Manchester Utd           | PL                       | 0          | 0          | FACup+CdL       | 0+0             | 0+0             | UEL                | 0                  | 0                  | CS          | 1           | 0           | 1      | 0      |
| Totale Manchester United | Totale Manchester United | Totale Manchester United | 13         | 0          |                 | 5               | 0               |                    | 6                  | 0                  |             | 1           | 0           | 25     | 0      |
| ago. 2024-2025           | Panathīnaïkos            | SL                       | 24         | 1          | CG              | 4               | 1               | UECL               | 7                  | 2                  | -           | -           | -           | 35     | 4      |
| Totale carriera          | Totale carriera          | Totale carriera          | 117        | 4          |                 | 11              | 1               |                    | 18                 | 3                  |             | 1           | 0           | 147    | 8      |

### Cronologia presenze e reti in nazionale
| Cronologia completa delle presenze e delle reti in nazionale ― Uruguay | Cronologia completa delle presenze e delle reti in nazionale ― Uruguay | Cronologia completa delle presenze e delle reti in nazionale ― Uruguay | Cronologia completa delle presenze e delle reti in nazionale ― Uruguay | Cronologia completa delle presenze e delle reti in nazionale ― Uruguay | Cronologia completa delle presenze e delle reti in nazionale ― Uruguay | Cronologia completa delle presenze e delle reti in nazionale ― Uruguay | Cronologia completa delle presenze e delle reti in nazionale ― Uruguay |
| Data                                                                   | Città                                                                  | In casa                                                                | Risultato                                                              | Ospiti                                                                 | Competizione                                                           | Reti                                                                   | Note                                                                   |
| ---------------------------------------------------------------------- | ---------------------------------------------------------------------- | ---------------------------------------------------------------------- | ---------------------------------------------------------------------- | ---------------------------------------------------------------------- | ---------------------------------------------------------------------- | ---------------------------------------------------------------------- | ---------------------------------------------------------------------- |
| 27-1-2022                                                              | Asunción                                                               | Paraguay                                                               | 0 – 1                                                                  | Uruguay                                                                | Qual. Mondiali 2022                                                    | -                                                                      | 20’ 70’                                                                |
| 1-2-2022                                                               | Montevideo                                                             | Uruguay                                                                | 4 – 1                                                                  | Venezuela                                                              | Qual. Mondiali 2022                                                    | -                                                                      | 74’                                                                    |
| 24-3-2022                                                              | Montevideo                                                             | Uruguay                                                                | 1 – 0                                                                  | Perù                                                                   | Qual. Mondiali 2022                                                    | -                                                                      | 72’ 84’                                                                |
| 2-6-2022                                                               | Glendale                                                               | Messico                                                                | 0 – 3                                                                  | Uruguay                                                                | Amichevole                                                             | -                                                                      | 73’                                                                    |
| 5-6-2022                                                               | Kansas City                                                            | Stati Uniti                                                            | 0 – 0                                                                  | Uruguay                                                                | Amichevole                                                             | -                                                                      | 68’                                                                    |
| 11-6-2022                                                              | Montevideo                                                             | Uruguay                                                                | 5 – 0                                                                  | Panama                                                                 | Amichevole                                                             | -                                                                      | 61’                                                                    |
| 23-9-2022                                                              | Sankt Pölten                                                           | Iran                                                                   | 1 – 0                                                                  | Uruguay                                                                | Amichevole                                                             | -                                                                      | 46’                                                                    |
| 24-11-2022                                                             | Al Rayyan                                                              | Uruguay                                                                | 0 – 0                                                                  | Corea del Sud                                                          | Mondiali 2022 - 1º turno                                               | -                                                                      | 88’                                                                    |
| 28-11-2022                                                             | Lusail                                                                 | Portogallo                                                             | 2 – 0                                                                  | Uruguay                                                                | Mondiali 2022 - 1º turno                                               | -                                                                      | 62’                                                                    |
| 2-12-2022                                                              | Al Wakrah                                                              | Ghana                                                                  | 0 – 2                                                                  | Uruguay                                                                | Mondiali 2022 - 1º turno                                               | -                                                                      | 66’                                                                    |
| 24-3-2023                                                              | Tokyo                                                                  | Giappone                                                               | 1 – 1                                                                  | Uruguay                                                                | Amichevole                                                             | -                                                                      | 68’                                                                    |
| 14-6-2023                                                              | Montevideo                                                             | Uruguay                                                                | 4 – 1                                                                  | Nicaragua                                                              | Amichevole                                                             | -                                                                      |                                                                        |
| 8-9-2023                                                               | Montevideo                                                             | Uruguay                                                                | 3 – 1                                                                  | Cile                                                                   | Qual. Mondiali 2026                                                    | -                                                                      | 71’                                                                    |
| 12-9-2023                                                              | Quito                                                                  | Ecuador                                                                | 2 – 1                                                                  | Uruguay                                                                | Qual. Mondiali 2026                                                    | -                                                                      | 70’                                                                    |
| 12-10-2023                                                             | Barranquilla                                                           | Colombia                                                               | 2 – 2                                                                  | Uruguay                                                                | Qual. Mondiali 2026                                                    | -                                                                      | 72’                                                                    |
| 17-10-2023                                                             | Montevideo                                                             | Uruguay                                                                | 2 – 0                                                                  | Brasile                                                                | Qual. Mondiali 2026                                                    | -                                                                      | 88’                                                                    |
| 16-11-2023                                                             | Buenos Aires                                                           | Argentina                                                              | 0 – 2                                                                  | Uruguay                                                                | Qual. Mondiali 2026                                                    | -                                                                      | 88’                                                                    |
| 21-11-2023                                                             | Montevideo                                                             | Uruguay                                                                | 3 – 0                                                                  | Bolivia                                                                | Qual. Mondiali 2026                                                    | -                                                                      | 77’                                                                    |
| 26-3-2024                                                              | Lens                                                                   | Uruguay                                                                | 1 – 2                                                                  | Costa d'Avorio                                                         | Amichevole                                                             | -                                                                      | 46’                                                                    |
| 5-6-2024                                                               | Denver                                                                 | Messico                                                                | 0 – 4                                                                  | Uruguay                                                                | Amichevole                                                             | 1                                                                      |                                                                        |
| 23-6-2024                                                              | Miami Gardens                                                          | Uruguay                                                                | 3 – 1                                                                  | Panama                                                                 | Coppa America 2024 - 1º turno                                          | -                                                                      |                                                                        |
| 27-6-2024                                                              | East Rutherford                                                        | Uruguay                                                                | 5 – 0                                                                  | Bolivia                                                                | Coppa America 2024 - 1º turno                                          | 1                                                                      | 86’                                                                    |
| 1-7-2024                                                               | Kansas City                                                            | Stati Uniti                                                            | 0 – 1                                                                  | Uruguay                                                                | Coppa America 2024 - 1º turno                                          | -                                                                      |                                                                        |
| 6-7-2024                                                               | Paradise                                                               | Uruguay                                                                | 0 – 0 (4 – 2 dtr)                                                      | Brasile                                                                | Coppa America 2024 - Quarti di finale                                  | -                                                                      | 78’                                                                    |
| 10-7-2024                                                              | Charlotte                                                              | Uruguay                                                                | 0 – 1                                                                  | Colombia                                                               | Coppa America 2024 - Semifinale                                        | -                                                                      | 46’                                                                    |
| 13-7-2024                                                              | Charlotte                                                              | Canada                                                                 | 2 – 2 (3 – 4 dtr)                                                      | Uruguay                                                                | Coppa America 2024 - Finale 3º posto                                   | -                                                                      | 62’                                                                    |
| 6-9-2024                                                               | Montevideo                                                             | Uruguay                                                                | 0 – 0                                                                  | Paraguay                                                               | Qual. Mondiali 2026                                                    | -                                                                      | 59’                                                                    |
| 10-9-2024                                                              | Maturín                                                                | Venezuela                                                              | 0 – 0                                                                  | Uruguay                                                                | Qual. Mondiali 2026                                                    | -                                                                      | 88’                                                                    |
| 11-10-2024                                                             | Lima                                                                   | Perù                                                                   | 1 – 0                                                                  | Uruguay                                                                | Qual. Mondiali 2026                                                    | -                                                                      | 46’                                                                    |
| 15-10-2024                                                             | Montevideo                                                             | Uruguay                                                                | 0 – 0                                                                  | Ecuador                                                                | Qual. Mondiali 2026                                                    | -                                                                      |                                                                        |
| 15-11-2024                                                             | Montevideo                                                             | Uruguay                                                                | 3 – 2                                                                  | Colombia                                                               | Qual. Mondiali 2026                                                    | -                                                                      |                                                                        |
| 19-11-2024                                                             | Salvador                                                               | Brasile                                                                | 1 – 1                                                                  | Uruguay                                                                | Qual. Mondiali 2026                                                    | -                                                                      | 66’                                                                    |
| 21-3-2025                                                              | Montevideo                                                             | Uruguay                                                                | 0 – 1                                                                  | Argentina                                                              | Qual. Mondiali 2026                                                    | -                                                                      | 58’                                                                    |
| 25-3-2025                                                              | El Alto                                                                | Bolivia                                                                | 0 – 0                                                                  | Uruguay                                                                | Qual. Mondiali 2026                                                    | -                                                                      | 46’                                                                    |
| 5-6-2025                                                               | Asunción                                                               | Paraguay                                                               | 2 – 0                                                                  | Uruguay                                                                | Qual. Mondiali 2026                                                    | -                                                                      | 77’                                                                    |
| 10-6-2025                                                              | Montevideo                                                             | Uruguay                                                                | 2 – 0                                                                  | Venezuela                                                              | Qual. Mondiali 2026                                                    | -                                                                      |                                                                        |
| Totale                                                                 |                                                                        | Presenze                                                               | 36                                                                     |                                                                        | Reti                                                                   | 2                                                                      |                                                                        |

## Palmarès

### Club

#### Competizioni nazionali
- Coppa di Lega inglese: 1

Manchester United: 2022-2023